# Jaroslav Pleva
Jaroslav Pleva (* 20. července 1955) je český protestantský duchovní, publicista, překladatel a církevní historik.
Vystudoval textilní inženýrství na Technické univerzitě v Liberci, kde prožil povolání ke službě kazatele, ale komunistický režim mu studium teologie dlouho blokoval. Evangelickou teologickou fakultu UK v Praze dokončil po pádu totality. Jeden semestr strávil na Moravian Theological Seminary v Bethlehemu (USA).
Sloužil ve sborech Jednoty bratrské v Ujkovicích, Holešově a Mladé Boleslavi. Do roku 2008 byl členem Úzké rady Jednoty bratrské; podílel se na transformaci Jednoty na výrazně charismatickou denominaci. Z Jednoty bratrské odešel pro nesouhlas se směřováním církve a způsobem jejího vedení. Po dvou letech v civilním zaměstnání byl roku 2010 zvolen kazatelem Sboru Bratrské jednoty baptistů v Litoměřicích. V roce 2022 byl zvolen místopředsedou Výkonného výboru BJB. V květnu 2023 odešel do důchodu a dále slouží kázáním ve sborech a přednáškami na vzdělávacích seminářích. 
S manželkou jsou zapojeni v práci Odboru pro manželství a rodinu BJB a podílejí se na Víkendech pro manželské páry.
Působil v organizacích Česká evangelikální aliance a Česká biblická společnost. Je nadále aktivně činný v Nadaci Mezinárodní potřeby.
Je ženatý; s manželkou Danielou mají čtyři děti a patnáct vnoučat.